# Transpirație

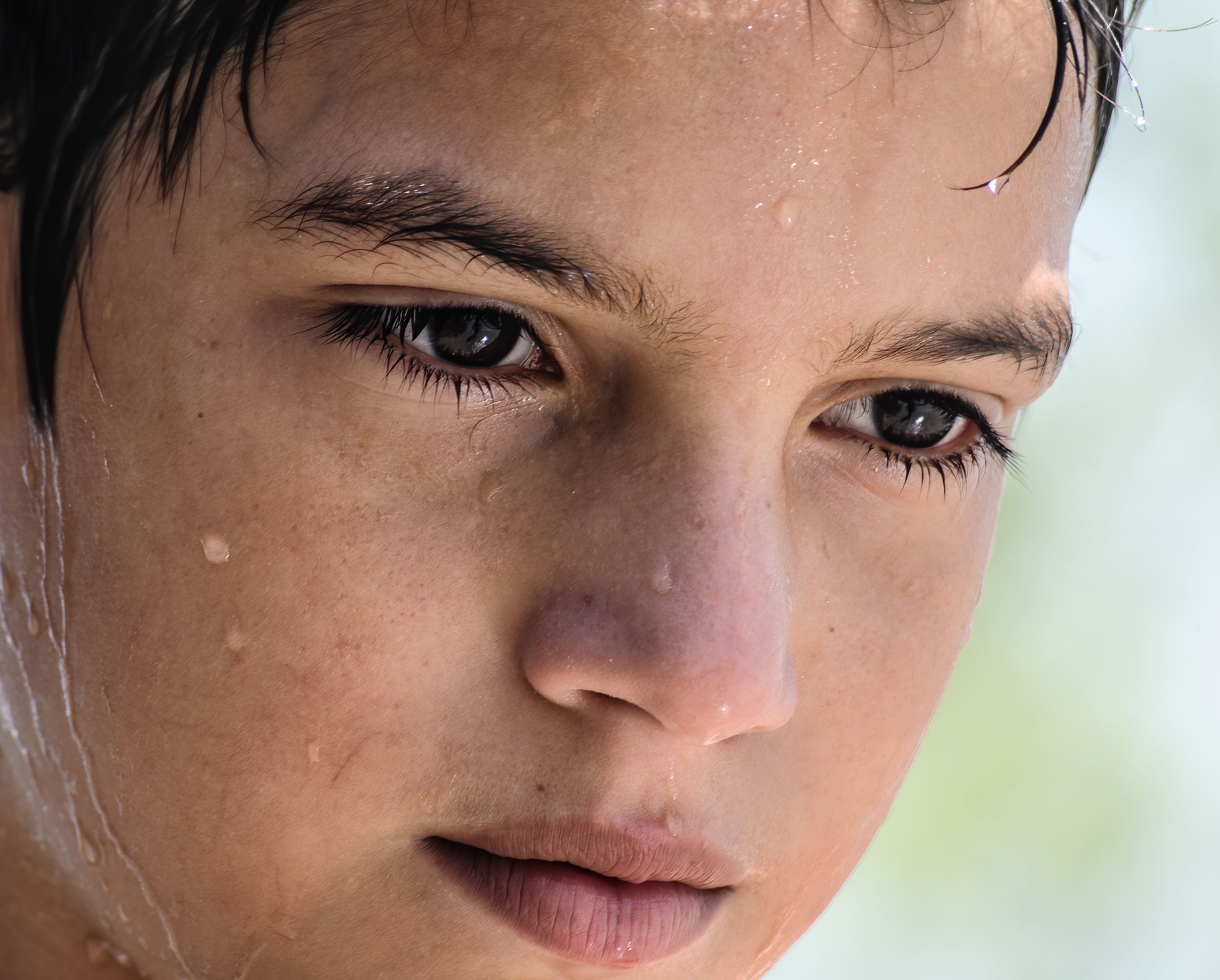
Faţa tranpirată a unei tinere

Transpirația este un proces fiziologic care permite termoreglarea organismului și se manifestă printr-o secreție a glandelor sudoripare.
Aceasta permite adaptatea organismului la temperaturi ridicate prin pierderea unei cantități de căldură (termoliză).
În timpul efortului fizic, la expunerea îndelungată la căldură, cantitatea de transpirație crește proporțional cu solicitarea.
Persoana care a transpirat trebuie să își curețe corpul, mai ales în zonele în care nu pătrunde aerul, de exemplu subrațul. În cazul în care igiena persoanei este precară și nu acordă importanță transpirației, se va produce un miros neplăcut dar se poate ajunge și la alte complicații, ca afecțiuni ale pielii.